# Sam Lloyd
Sam Lloyd Jr. (Weston, Vermont, 12 de noviembre de 1963-Los Ángeles, California, 30 de abril de 2020) fue un actor, cantante y músico estadounidense, conocido por su interpretación del abogado Ted Buckland en las series de televisión Scrubs y Cougar Town.

## Biografía

### Primeros años
Lloyd nació en Weston (Vermont). Su padre, Sam Lloyd, era actor, al igual que su tío Christopher Lloyd, protagonista de la trilogía de Back to the Future. Tuvo cuatro hermanos, Laurel, Robin, Sandra y Jackson.
Asistió a la Universidad de Siracusa en la década de 1980. Allí, protagonizó la película estudiantil de su amigo Paul Perry, titulada Fan Mail, que Lloyd describió como "una especie de homenaje inteligente y divertido a las películas mudas".

### Carrera
Lloyd fue más conocido por su interpretación del abogado Ted Buckland en la serie de comedia dramática Scrubs y la comedia de situación Cougar Town. En 2005 participó en el episodio "Buseys Take a Hostage" de la serie Malcolm in the Middle, como un abogado. Su tío había participado de la misma serie algunos años antes, en el episodio "Family Reunion". Ambos aparecieron también en The West Wing, Lloyd como un hombre que le solicitaba a la Casa Blanca que publicara información sobre los ovnis y su tío como experto en derecho constitucional. Otra de sus participaciones fue en la serie Desperate Housewives, como Albert Goldfine. Además de actuar, Lloyd era un cantante consumado, formando parte del grupo de canto a capela The Blanks, que tuvo varias apariciones en Scrubs bajo el nombre de The Worthless Peons (también conocido como Ted's Band). También tocó el bajo en un grupo tributo a The Beatles llamado The Butties; aunque era diestro, aprendió a tocar el bajo zurdo como Paul McCartney, para mantener la autenticidad.

### Muerte
En enero de 2019, fue diagnosticado con un tumor cerebral inoperable, que posteriormente se descubrió era un cáncer de pulmón metastásico que se había extendido a su hígado, columna vertebral y mandíbula. Su esposa Vanessa había dado a luz a su primer hijo, Weston, cuando Lloyd recibió su diagnóstico. Murió el 30 de abril de 2020 en Los Ángeles a la edad de 56 años.

## Filmografía

### Cine
| Año  | Título                 | Personaje               | Notas |
| ---- | ---------------------- | ----------------------- | ----- |
| 1993 | Sol Naciente           | Rick                    |       |
| 1997 | Flubber                | Entrenador Willy Barker |       |
| 1999 | Héroes fuera de órbita | Neru                    |       |
| 2002 | Scorcher               | Fingers                 |       |
| 2003 | The Mudge Boy          | Ray Blodgett            |       |
| 2003 | The Real Old Testament | Abraham                 |       |
| 2004 | Back by Midnight       | Comisario               |       |
| 2007 | The Brothers Solomon   | Dr. Spencer             |       |
| 2009 | ExTerminators          | Hutt                    |       |
| 2009 | Super Capers           | Herman Brainard         |       |

### Televisión
| Año       | Título                         | Personaje                     | Notas                    |
| --------- | ------------------------------ | ----------------------------- | ------------------------ |
| 1988-1989 | Night Court                    | Vendedor de globos / Camarero | 2 episodios              |
| 1990      | City                           | Lance Armstrong               | 13 episodios             |
| 1992      | Matlock                        | Camarero                      | 1 episodios              |
| 1993-1994 | Seinfeld                       | Ricky                         | 2 episodios              |
| 1995      | Double Rush                    | Barkley                       | 13 episodios             |
| 1995      | A Bucket of Blood              | Leonard                       | Película para televisión |
| 1996      | Entrenador                     | Ed                            | 1 episodios              |
| 1996      | Champs                         | Bulldog                       | 1 episodio               |
| 1997      | Loco por ti                    | Primo David                   | 2 episodios              |
| 1997      | The Drew Carey Show            | Jack                          | 1 episodio               |
| 1997-1998 | 3rd Rock from the Sun          | Eddie                         | 2 episodios              |
| 1999      | Two Guys and a Girl            | Consejero de carrera          | 1 episodio               |
| 1998-2000 | Spin City                      | Paleontólogo / Mesero         | 2 episodios              |
| 1999-2002 | El ala oeste de la Casa Blanca | Bob Engler                    | 2 episodios              |
| 2000      | Battery Park                   | Roy Galilean / Ray Giddeon    | 3 episodios              |
| 2000      | NYPD Blue                      | Larry                         | 1 episodio               |
| 2001-2009 | Scrubs                         | Ted Buckland                  | 95 episodios             |
| 2002      | The Nightmare Room             | Sr. Murphy                    | 1 episodios              |
| 2004-2005 | Desperate Housewives           | Dr. Albert Goldfine           | 8 episodios              |
| 2005      | Malcolm in the Middle          | Jim                           | 1 episodio               |
| 2009      | Numb3rs                        | Líder de grupo                | 1 episodio               |
| 2009      | Scrubs: Interns                | Ted Buckland                  | 3 episodios              |
| 2010      | Medium                         | Danny Watson                  | 1 episodio               |
| 2011-2012 | Cougar Town                    | Ted Buckland                  | 3 episodios              |
| 2012-2013 | The Middle                     | Sr. Walker                    | 3 episodios              |
| 2014-2019 | Modern Family                  | Lester / Bobby                | 2 episodios              |
| 2014      | Bones                          | Donald McKeon                 | 1 episodio               |
| 2015      | Shameless                      | Buddy Diamond                 | 1 episodio               |
| 2016      | Dr. Ken                        | Ken                           | 1 episodio               |
| 2018      | Happy Together                 | Gene Johnston                 | 1 episodio               |
| 2019      | American Housewife             | Sam Marks                     | 1 episodio               |